# 랜딩 페이지
랜딩 페이지(landing page)는 온라인 마케팅에서 "잠재 고객 포착 페이지", "단일 속성 페이지", "정적 페이지", "스퀴즈 페이지", 또는 "도착 페이지"로도 알려져 있으며, 검색 엔진 최적화된 검색 결과, 마케팅 프로모션, 마케팅 이메일 또는 온라인 광고를 클릭한 결과로 나타나는 단일 웹 페이지이다. 랜딩 페이지는 일반적으로 광고, 검색 결과 또는 링크의 논리적인 확장인 직접적인 판매 문구를 표시한다. 랜딩 페이지는 잠재 고객 확보에 사용된다. 방문자가 랜딩 페이지에서 취하는 행동은 광고주의 전환율을 결정한다. 랜딩 페이지는 마이크로사이트의 일부이거나 조직의 주요 웹 사이트 내의 단일 페이지일 수 있다.
랜딩 페이지는 광고 효과를 높이기 위해 종종 소셜 미디어, 이메일 캠페인, 검색 엔진 마케팅 캠페인, 고품질 기사 또는 "계열사 계정"과 연결된다. 랜딩 페이지의 일반적인 목표는 사이트 방문자를 판매 또는 잠재 고객으로 전환하는 것이다. 잠재 고객을 확보하는 것이 목표인 경우 랜딩 페이지에는 방문자가 회사에 연락할 수 있는 방법(일반적으로 전화번호 또는 문의 양식)이 포함된다. 판매가 필요한 경우 랜딩 페이지에는 일반적으로 방문자가 클릭할 수 있는 링크가 있으며, 이 링크는 방문자를 장바구니 또는 결제 영역으로 보낸다. 연결된 URL에서 생성된 활동을 분석하여 마케터는 클릭률과 전환율을 사용하여 광고의 성공 여부를 판단할 수 있다.

## 유형
랜딩 페이지에는 참조형과 거래형의 두 가지 유형이 있다.

### 참조형
참조형 랜딩 페이지는 방문자에게 관련된 정보를 제공한다. 여기에는 텍스트, 이미지, 관련 링크의 동적 편집 또는 기타 요소가 표시될 수 있다. 이 아이디어는 방문자를 전체 웹사이트 메뉴나 "유사 제품"과 같은 다른 방해 요소로부터 이 랜딩 페이지에 고립시키고, 방문자를 목표 제품에 대한 모든 가용 정보로 둘러싸서 행동을 취하고 사로잡히도록 설득하는 것이다.
"참조형" 랜딩 페이지 유형은 "거래형" 랜딩 페이지 유형으로 전환되기 전의 중간 단계여야 한다.

### 거래형
거래형 랜딩 페이지의 목적은 방문자가 거래를 완료하여 행동을 취하도록 설득하는 것이다. 이는 작성해야 하는 양식을 제공함으로써 달성된다. 방문자의 이메일 주소를 잠재 고객으로서 메일링 리스트에 추가하기 위해 방문자 정보가 얻어진다. 거래형 랜딩 페이지에 대한 응답을 기반으로 이메일 캠페인을 개발할 수 있다. 목표는 방문자에 대한 가능한 한 많은 정보를 포착하는 것이다. 최종 목표는 방문자를 고객으로 전환하는 것이다.

## 기원과 진화
랜딩 페이지는 2003년 후반 마이크로소프트의 IT 부서에서 오피스의 부진한 온라인 판매에 대응하여 시작되었다. 이 과정은 지루하고 시간이 많이 소요되었다. 결과적으로 2009년에는 언바운스를 포함한 여러 스타트업이 과정을 단순화하고 간소화하기 위해 설립되었다. 2009년경 클라우드 컴퓨팅과 전자 상거래의 부상은 이러한 스타트업이 번성할 이상적인 조건을 제공했다. 그 이후로 고객 요구 사항이 변경되어 이메일 마케팅, 리드 육성 및 고객 관계 관리 시스템과 같은 다른 솔루션과의 통합을 요청하게 되었다.

### 일반적인 형식
랜딩 페이지에는 명확하고 간결하며 행동 지향적인 헤드라인이 자주 포함된다. 좋은 랜딩 페이지는 제품 제안을 명확하게 설명하고 제시된 제품 또는 서비스의 가치에 시각적인 강조를 둔다.
마케팅 전문가들은 웹사이트에서 탐색 메뉴를 제거하고 페이지의 내부 및 외부 링크를 제한할 것을 권장한다. 랜딩 페이지의 모든 가입 양식은 제안의 가치를 반영해야 한다. 예를 들어, 무료 제안 또는 뉴스레터 가입 양식은 이메일 주소만 요청할 수 있지만, 고가치 제안은 더 많은 세부 정보가 필요한 더 긴 양식을 가질 수 있다. 또한 관련 이미지, 애니메이션 또는 짧은 비디오를 포함할 수도 있다. 이러한 페이지에는 페이스북 또는 트위터와 같은 작은 아이콘이 포함되어 소셜 미디어 공유를 용이하게 하는 경향이 있다.

### 스마트 링크
경쟁하는 소셜 미디어 및 음악 배포 플랫폼의 확산과 함께 스마트 링크라고 불리는 최소한의 랜딩 페이지가 나타났다. 이들은 일반적으로 기존 팬들에게 공유되는 짧은 URL이며, 동일한 콘텐츠에 대한 링크만 여러 다른 플랫폼에 있는 랜딩 페이지로 연결되어 고객이 거래를 완료할 장소를 선택할 수 있게 한다.

## 최적화
랜딩 페이지 최적화(LPO)는 웹사이트 방문자 중 판매 잠재 고객 및 고객이 되는 비율을 개선하는 것을 목표로 하는 전환 최적화 또는 구매 전환율 최적화(CRO)라고 불리는 더 넓은 인터넷 마케팅 프로세스의 한 부분이다. 랜딩 페이지는 잠재 고객이 광고 또는 검색 엔진 결과 링크를 클릭할 때 표시되는 웹페이지이다. 이 웹페이지는 일반적으로 광고 또는 링크의 관련 확장인 콘텐츠를 표시한다. LPO는 웹페이지가 타겟 고객에게 더 매력적으로 보이도록 페이지 콘텐츠와 외관을 제공하는 것을 목표로 한다.
타겟팅을 기반으로 한 LPO에는 세 가지 주요 유형이 있다.
1. 연관 콘텐츠 타겟팅 (규칙 기반 최적화 또는 수동 타겟팅이라고도 함). 페이지 콘텐츠는 방문자의 검색 기준, 소스 트래픽의 지리적 정보 또는 명시적인 비연구 기반 소비자 세분화에 사용될 수 있는 기타 알려진 일반 매개변수에 대해 얻은 정보를 기반으로 수정된다.
2. 예측 콘텐츠 타겟팅 (능동 타겟팅이라고도 함). 페이지 콘텐츠는 방문자에 대한 알려진 정보(예: 이전 구매 행동, 개인 인구 통계 정보, 검색 패턴 등)를 예측 분석을 기반으로 (원하는) 미래 행동을 예상하기 위해 상관 관계를 통해 조정된다.
3. 소비자 지향 타겟팅 (소셜 타겟팅이라고도 함). 페이지 콘텐츠는 리뷰, 평점, 태그, 추천 등을 기반으로 하는 메커니즘을 통해 공개적으로 사용 가능한 정보의 관련성을 사용하여 생성된다.

실험을 기반으로 한 LPO에는 두 가지 주요 유형이 있다.
1. 폐쇄형 실험. 소비자들은 랜딩 페이지의 여러 변형에 노출되며, 헤드라인, 형식, 레이아웃과 같은 요소를 변경하면서 그들의 행동을 관찰하여 기본 탐색을 포함하여 잠재 고객을 페이지에서 멀어지게 할 수 있는 방해 요소를 제거하려고 시도한다.[7] 실험이 끝나면 실험 결과에 따라 최적의 페이지가 선택된다.
2. 개방형 실험. 이 접근 방식은 폐쇄형 실험과 유사하지만, 승자가 발견되었을 때에도 더 많은 변형이 테스트에 추가되며 실험이 멈추지 않는다는 점이 다르다. 이 방법은 대기업에서 전환율을 동적으로 개선하고 사용자 경험을 향상시키기 위해 사용된다. 실험 결과가 변경됨에 따라 랜딩 페이지도 동적으로 조정되어 사용자 경험을 더욱 향상시킬 수 있다.

### 실험 기반
실험 기반 LPO는 A/B 테스트, 다변량 LPO 및 전체 경험 테스트를 사용하여 달성할 수 있다. 이러한 방법론은 폐쇄형 및 개방형 실험 모두에 적용 가능하다.

#### A/B 테스트
A/B 테스트, 또는 A/B 스플릿 테스트는 웹페이지의 두 가지 버전, 즉 버전 "A"와 버전 "B"를 테스트하는 방법이다. 목표는 웹페이지의 여러 버전(예: 홈페이지, 제품 페이지 또는 FAQ) 또는 버전 A와 버전 B 사이에서 변경되는 특정 요소(예: 리드 양식을 왼쪽에 배치하거나 오른쪽에 배치하는 것)를 테스트하여 어떤 버전이 가장 매력적/효과적인지 결정하는 것이다. 이 테스트 방법은 A/B/n 스플릿 테스트로도 알려질 수 있는데, 여기서 n은 2개 이상의 테스트가 측정되고 비교됨을 나타낸다. A/B 테스트 데이터는 일반적으로 클릭률 또는 대체 전환 추적 방법을 통해 측정된다.
테스트는 순차적으로 또는 병렬로 수행할 수 있다. 순차적 테스트에서는 구현하기 가장 쉬운 경우가 많으며, 웹페이지의 다양한 버전이 지정된 기간 동안 온라인에서 사용 가능하게 된다. 병렬(분할) 테스트에서는 두 버전 모두 사용 가능하게 되고 트래픽이 두 버전으로 나뉜다. 순차적 분할 테스트 결과는 다른 테스트가 실행되는 다른 기간과 트래픽 패턴에 의해 왜곡될 수 있다.
A/B 테스트는 다음과 같은 장점이 있다.
- 기존 리소스와 도구를 사용하기 때문에 비용이 저렴하다.
- 복잡한 통계 분석이 필요하지 않기 때문에 간단하다.

A/B 테스트는 다음과 같은 단점이 있다.
- 순차적 테스트를 사용할 때 모든 외부 요인(캠페인, 검색 트래픽, 보도 자료, 계절성)을 제어하기 어렵다.
- 각 버전에서 다양한 요소를 포함하는 페이지에 대해 신뢰할 수 있는 결론을 도출할 수 없다는 점에서 매우 제한적이다.

#### 다변량 테스트
다변량 랜딩 페이지 최적화 (MVLPO)는 페이지의 여러 시각적 요소(예: 그래픽, 텍스트)의 변형을 고려한다. 예를 들어, 주어진 페이지는 제목에 k개의 선택 사항, 특징 이미지 또는 그래픽에 m개의 선택 사항, 회사 로고에 n개의 선택 사항을 가질 수 있다. 이 예는 k×m×n개의 랜딩 페이지 구성을 산출한다.
다양한 카피 텍스트, 양식 레이아웃, 랜딩 페이지 이미지 및 배경색을 테스트하여 상당한 개선을 볼 수 있다. 그러나 모든 요소가 전환율에 동일한 개선을 가져오지는 않으며, 다양한 테스트 결과를 통해 지속적으로 전환율을 가장 크게 증가시키는 경향이 있는 요소를 식별할 수 있다.
MVLPO에 대한 실험 설계의 첫 번째 적용은 1998년 레고를 위한 시뮬레이션/데모 프로젝트로 모스코비츠 제이콥스 사에 의해 수행되었다. MVLPO는 2003년 또는 2004년까지 주류 접근 방식이 되지 못했다.
MVLPO는 다음과 같은 장점이 있다.
- 고객 선호도를 이해하고 고객 경험을 최적화하기 위한 신뢰할 수 있는 과학 기반 접근 방식을 제공한다.
- IT 개입이 많이 필요하지 않은 사용하기 쉬운 접근 방식으로 발전했다. 많은 경우 몇 줄의 자바스크립트로 원격 공급업체 서버가 변경 사항을 제어하고 데이터를 수집하며 결과를 분석할 수 있다.
- 개방형 실험의 기초를 제공한다.

MVLPO는 다음과 같은 단점이 있다.
- 다른 양적 소비자 연구와 마찬가지로 GIGO (garbage in, garbage out)의 위험이 있다. 최적의 결과를 얻으려면 알려진 고객 접점 또는 전략적 비즈니스 목표에서 얻은 아이디어가 필요하다.
- 한 번에 한 페이지를 최적화하는 데 중점을 둔다. 대부분의 사이트의 웹사이트 경험은 일반적으로 복잡한 여러 페이지를 포함한다. 전자 상거래 웹사이트의 경우 성공적인 구매에 12~18페이지가 소요되는 것이 일반적이며, 지원 사이트의 경우 훨씬 더 많은 페이지가 필요한 경우가 많다.

#### 전체 경험 테스트
전체 경험 테스트(또는 경험 테스트)는 방문자의 전체 웹사이트 경험이 웹사이트 플랫폼(예: ATG, 블루 마티니 소프트웨어 등)의 기술적 기능을 사용하여 조사되는 실험 기반 테스트 유형이다. 여러 웹사이트를 만드는 대신, 전체 경험 테스트는 웹사이트 플랫폼을 사용하여 여러 영구적인 경험을 만들고 고객이 어떤 것을 선호하는지 모니터링한다.
전체 경험 테스트의 장점은 단일 페이지 경험이 아니라 고객의 전체 웹사이트 경험을 반영한다는 점이다. 두 가지 단점은 전체 경험 테스트에 경험 테스트를 지원하는 웹사이트 플랫폼이 필요하고, A/B 테스트 및 MVLPO보다 결과를 얻는 데 더 많은 시간이 걸린다는 점이다.

#### "F자형" 레이아웃
다양한 시선 추적 도구는 사람들이 웹 페이지를 다양한 패턴으로 스캔한다는 것을 입증했지만, 데스크톱과 모바일 모두에서 가장 흔한 패턴 중 하나는 "F"자 형태를 띤다. 이 패턴에서 대부분의 웹사이트 방문자는 화면의 상단과 왼쪽을 먼저 보고 나서야 한 줄씩 화면의 다른 부분으로 이동한다. 결과적으로 웹 개발자는 방문자의 전반적인 콘텐츠 이해도와 인상을 높이기 위해 가장 중요한 웹사이트 콘텐츠를 텍스트의 첫 줄과 첫 단어에 포함한다.

#### 메시지 일치
메시지 일치는 클릭 전 메시지를 랜딩 페이지의 클릭 후 메시지와 일치시키는 개념이다. 메시지 일치의 목표는 개인이 예상하는 제품이나 주제에 대한 페이지로 연결되는 랜딩 페이지를 만드는 것이다.
이는 방문자가 클릭한 광고에서 발견된 것과 동일한 키워드와 올바른 이미지를 랜딩 페이지에 사용하여 방문자에게 문구를 표시함으로써 수행될 수 있다.
페이지의 메시지는 클릭 이유를 강화하여 혼란을 줄이거나 제거하므로 전환율을 높인다. 이는 전반적인 사용자 경험을 향상시키고 페이지의 이탈률 (전환하거나 사이트의 다른 부분으로 이동하지 않고 사이트를 떠나는 개인)을 감소시킨다. 좋은 메시지 일치는 많은 경우 전환율을 최대 50%까지 증가시킬 수 있다.

#### 디자인 일치
디자인 일치는 디스플레이 광고의 디자인을 랜딩 페이지에 반복하는 것이다. 광고를 클릭하고 전환을 완료하는 과정에서 전환을 원활하게 하기 위해 모양, 느낌 및 정서가 동일하도록 보장한다.

## 같이 보기
- 홈페이지
- 마케팅 브로슈어
- 다변량 랜딩 페이지 최적화
- 온라인 마케팅
- 클릭당 지불
- 검색 엔진 마케팅
- 소셜 미디어 최적화
- 스플래시 화면